# 尼古拉斯·瑟德维尔

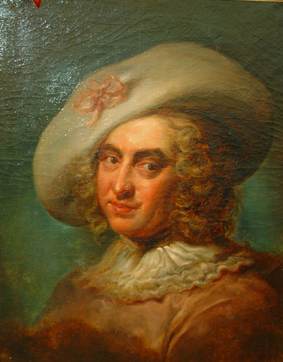
瑟德维尔像，亚历克西斯·格里莫繪

尼古拉斯·瑟德维尔（法語：Nicolas Chédeville；1705年2月20日—1782年8月6日）是一位法国作曲家，缪塞特风笛制造家及演奏家。

## 生平
尼古拉斯·瑟德维尔出生于法国Serez, Eure，音乐家皮埃尔·瑟德维尔（Pierre Chédeville，1694-1725）及埃斯普利特·菲利普·瑟德维尔（Esprit Philippe Chédeville，1696-1762）是他的兄弟。著名音乐家路易·霍特尔（Louis Hotteterre）是他的叔父及教父，瑟德维尔从事器乐演奏可能就是源于其叔父的指导。瑟德维尔在18世纪20年代开始在巴黎歌剧院从事双簧管及缪塞特风笛，并于1732年让·霍特尔（Jean Hotteterre）去世后，接替了他在大双簧管乐队（Les Grands Hautbois）中的职位。他在1748年7月从巴黎歌剧院退休，但也偶尔回歌剧院演奏缪塞特风笛。瑟德维尔70岁时，娶了一位曾服侍过过奥尔良公爵的男性侍从的小女儿为妻，在这个年纪他仍然宣称自己为国王的缪塞特风笛演奏家。在瑟德维尔最后的日子中，他遇到了个人财政危机。在1774年，他的10套房屋被抵押给了债务人，同年他还同妻子分居了。他在1777年辞去了在大双簧管乐队的职务，1778年申请破产，并于4年后在巴黎去世。律师们在1790年仍然试图处理他的破产纠纷。
La Borde称他为“法国有史以来最著名的缪塞特风笛演奏家”，但他错误的认为瑟德维尔去世于1780年，比他实际逝世的年份早了2年。大约在1750年，瑟德维尔教维多利亚公主演奏缪塞特风笛，并且成为贵族中一名受欢迎的教师，最终获得“maître de musette de Mesdames de France（法国女士们的缪塞特大师）”称号。同时他也是一位缪塞特风笛制造家，他把这种乐器的音域拓展到了中央C。

## 作品
瑟德维尔的第一部作品《田园的乐趣》（Amusements champêtres）在1729年出版，内容是一些缪塞特风笛和hundy-gurdy的曲子。这部作品的署名为'Chedeville lejeune'，在后来的一些作品上，他改署'Chedeville le cadet'。紧随其后的作品同样名为《田园的乐趣》，这部作品中的作品具有更高的技巧性。

### 编号作品
以下作品均在巴黎出版。所有的作品均由通奏低音伴奏。“/”符号代表可替换的乐器
- 作品1：田园的乐趣（Amusements champêtres），1729年，为1支或2支缪塞特风琴而作/hurdy-gurdies
- 作品2：田园的乐趣（Amusements champêtres），1731年，为1支或2支缪塞特风琴而作/hurdy-gurdies/长笛/双簧管
- 作品3：田园的乐趣第三集（Troisième livre d'amusements champêtres），1733年，为1支或2支缪塞特风琴而作/hurdy-gurdies/长笛/双簧管/小提琴
- 作品4：Les danses amuzantes mellées de vaudeville，1733年，为1支或2支缪塞特风琴而作/hurdy-gurdies/长笛/双簧管/小提琴

## 軼事
- 1737年，瑟德维尔和Jean-Noël Marchand达成秘密协议，瑟德维尔为出资方，以维瓦尔第的名义出版了一部奏鸣曲集，名为《忠实 的牧羊人》（Il pastor fido），这部作品其实是瑟德维尔所做，但有一些乐章改编自维瓦尔第的作品。这次出版让瑟德维尔获得了可观的收益。Marchand在1749年的一次公证手续中证明以上的事实。

## 外部連結
- 尼古拉斯·瑟德维尔的免费乐谱，由国际乐谱典藏计划提供